# Elechas
Elechas es una localidad del municipio de Marina de Cudeyo (Cantabria, España). En el año 2017 contaba con una población de 475 habitantes (INE). La localidad se encuentra a 35 metros de altitud sobre el nivel del mar, y a 1,5 kilómetros de la capital municipal, Rubayo.
Los barrios que componen la localidad son: Argomeda, El Cardiro, La Raba, El Cueto, El Escajal, Estanillo, Hontañón, El Espino, La Maza, El Urro, La Torre, San Roque, La Lastra, Perales, Reventún, San Lázaro y Solamaza.
En 1861 Pascual Madoz señalaba en su Diccionario geográfico-estadístico-histórico de España y sus posesiones de Ultramar cómo su proximidad a la bahía de Santander permitía a sus habitantes la pesca de anguilas, lubinas, doradas y mariscos. Así mismo, se extraía caloca para abonar los campos. También se cultivaban ostras y mejillones en la cercana isla de la Hierba, donde permanecen los restos de las plantaciones y de un edificio auxiliar. El encallamiento de un barco en 1934 provocó el abandono de las instalaciones. En las proximidades de Elechas se sitúan, además, la isla de los Ratones y las islas de San Juan.

## Patrimonio
- Iglesia parroquial de San Bartolomé, construida en 1916;[2]
- Iglesia de San Bartolomé de Vedia (desaparecida);
- Ermita de San Roque (desaparecida);
- Hospital de San Lázaro del Prado (desaparecido);
- Casa de Francisco de Hontañón-Riba Cudeyo, del siglo XVIII;
- Escuelas.